# Solsona
Solsona este o localitate în Spania în comunitatea Catalonia în provincia Lleida. În 2006 avea o populație de 6.890 locuitori. Este capitala comarcei Solsonès.

## Personalități născute aici
- Roger Mas (n. 1975), cântăreț, compozitor.

1. ↑  Nomenclátor Geográfico de Municipios y Entidades de Población (20240402 edition)
2. ↑   https://www.esquerra.cat/ca/10-coses-solsona-judit-gisbert Lipsește sau este vid: |title= (ajutor)
3. 1 2   http://www.idescat.cat/pub/?id=aec&n=925&t=2016 Lipsește sau este vid: |title= (ajutor)